# Obélix
Obélix es un personaje de ficción que aparece en los cómics de Astérix el Galo. Casi siempre va acompañado por su amigo Astérix. Tiene un pequeño perro llamado Ideafix.

## Descripción
Obélix posee una fuerza sobrehumana porque, de pequeño, cayó en el caldero en que Panorámix preparaba la poción mágica, que sirve a los de su aldea para mantener a raya a los romanos. Aunque los efectos de la poción son temporales en aquellas personas que la beben, en el caso de Obélix la sobredosis a corta edad los hizo permanentes. Él no puede volver a beber de esa poción, ya que los efectos secundarios son terribles. En su viaje a Egipto para ayudar a Cleopatra, fue posible ver que, con apenas mojarse los labios con la poción, su fuerza aumentó al grado de poder perforar las gruesas paredes de las pirámides. En el cómic llamado El mal trago de Obélix, Obélix toma el caldero entero de poción mágica, se convierte en piedra y, posteriormente, en niño. Luego volvió a su estado normal. 
Gracias a su extraordinaria fuerza, se convirtió en el tallador y repartidor de menhires de la aldea gala en la que habita, por lo que es común verlo pasear por ella cargando uno en su espalda sin ningún esfuerzo. Su frase más famosa es «Están locos estos romanos». Como anécdota, esta frase traducida al italiano se escribe «Sono Pazzi Questi Romani» y tomando la primera letra de cada palabra se lee SPQR, sigla y divisa que usaban las legiones romanas en sus estandartes, durante la república romana, y que viene a significar «Senatus Populusque Romanus» («El Senado y el Pueblo de Roma»).
En 1999 Obélix fue representado en el cine por el actor francés Gérard Depardieu en el filme Astérix y Obélix contra César, papel que repetiría en 2002 en la película Astérix y Obélix: Misión Cleopatra, en 2008 en Astérix en los Juegos Olímpicos, y en 2012 en Astérix y Obélix al servicio de su majestad.

### Corpulencia de Obélix
La corpulencia fuerte de Obélix es objeto de negativas por su parte; declara que es «exactamente un poco rellenito» o que él «no es flacucho, he aquí todo», o bien, «bajo de pecho». Esta negativa es un recurso humorístico recurrente en los álbumes de la serie. Obélix no deja de ponerse nervioso o de hacer ascos (poner mala cara, enfurruñar) cada vez que se le trata de gordo.

## Carácter

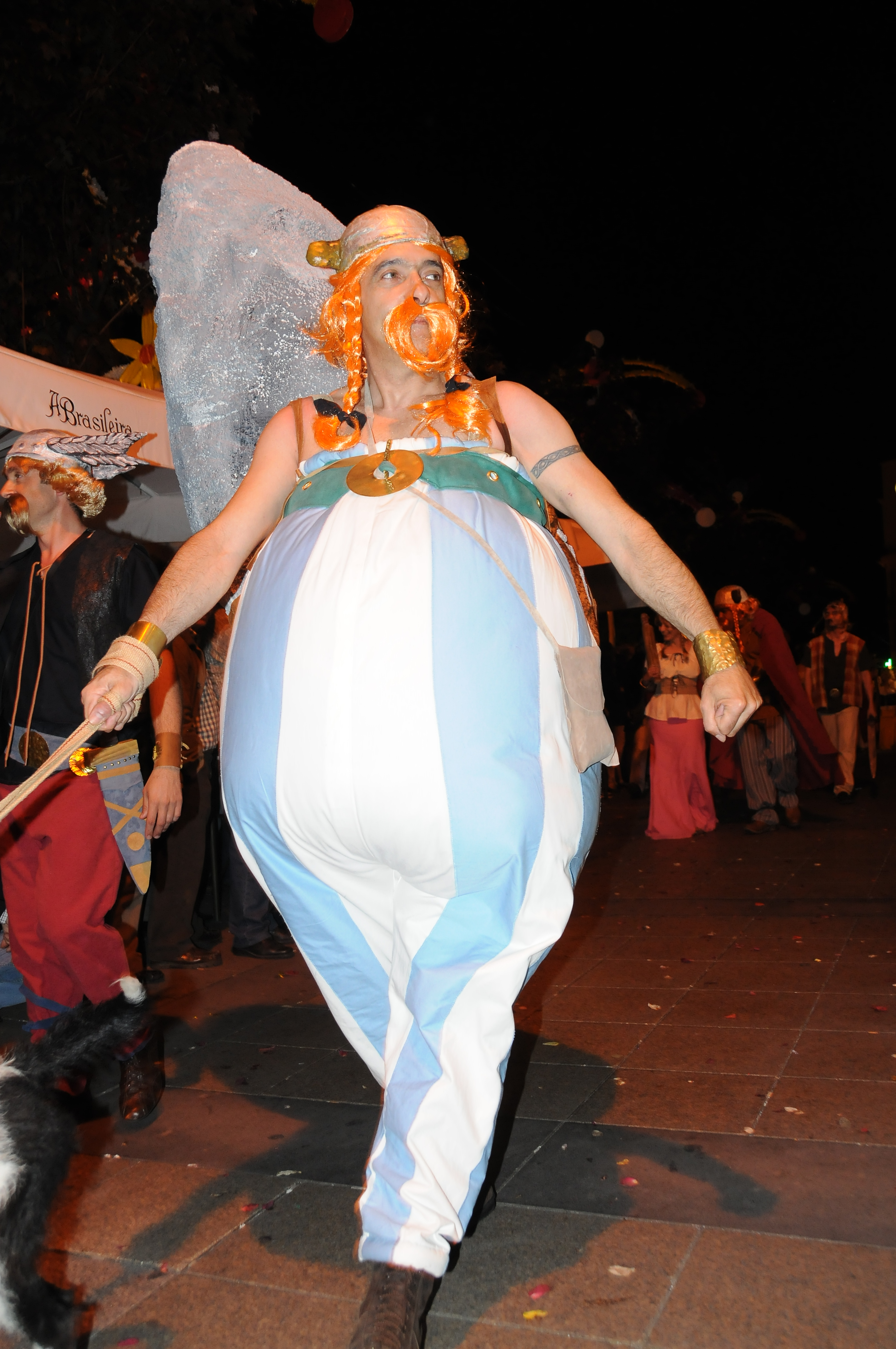
Cosplay de Obélix.

Inicialmente, el pequeño Obélix era un niño débil y tímido del que abusaban los demás infantes de la aldea, aunque Astérix, que ya en ese tiempo era su mejor amigo, se encargaba de protegerlo. Un día, buscando una forma de detener los abusos hacia su amigo, Astérix lo llevó a la cabaña de Panorámix para conseguir un poco de poción y poder defenderse. Cuando Obélix fue a beber, cayó dentro de la olla y permaneció tanto tiempo sumergido, que los efectos se hicieron permanentes. Con esta fuerza también aumentó su confianza en sí mismo, reflejada en el amor por las peleas que afloraría en él a partir de este punto.
Obélix es bondadoso y bonachón, pero socialmente inepto, posiblemente porque su fuerza significa que otros han tenido que adaptarse a él en lugar de viceversa. Él no es completamente consciente de su propia fuerza y casi siempre rompe alguna puerta que toca «suavemente». Frecuentemente hace de ariete humano para la apertura de puertas cerradas o para romper paredes. Muchas veces Asterix le reprocha por su falta de inteligencia a pesar de ser su mejor amigo.
Del mismo modo, ignora que otros no comparten su fuerza sobrehumana y demuestra una gran sorpresa cuando son aplastados por lo que él llama «un pequeño golpe de Menhir», o cuando Astérix trata de explicarle que Ideafix no puede levantar un menhir. También ha mencionado que desconocía que hay otros métodos de cazar jabalíes, aparte de golpearlos con los puños, y en una ocasión mencionaría que, para pescar en el mar, primero golpeaba a los peces hasta dejarlos inconscientes y luego los envolvía en la red. 
Tiene poco interés en temas de educación formal o de actividades intelectuales, ya que su gran fuerza por lo general resuelve sus problemas y a menudo deja las decisiones o planes a Astérix. Muy seguido intenta que le den un poco de poción colándose en la fila de la ración o pidiendo a Panorámix, pero sin resultado alguno.
Sus pasiones en la vida son el buen comer y las luchas contra los romanos. Obélix es soltero, como Astérix, y siente una gran atracción por Falbalá, una amiga de su infancia que se fue a estudiar a Lutecia y regresó transformada en una atractiva mujer. Sin embargo, en la historia inédita Obelisc'h, un descendiente de Obélix muestra un antiguo manuscrito donde se ve el árbol genealógico de Obélix, que lo muestra como el fundador de una larga dinastía de grandes guerreros, dando a entender que en algún punto Obélix se casó y tuvo hijos.
Obélix es un fanático de las peleas y no duda en usar su fuerza bruta en cuanto tiene la oportunidad. Le encanta poder enfrentarse con los romanos porque sabe que siempre les va a vencer. Tiene las luchas como una afición y sin estas, no podría vivir. En El Mal Trago de Obélix tiene un sueño en donde los romanos se retiran de la Galia. Para él es una pesadilla y nunca quiere que llegue ese momento porque para él se terminaría la diversión de su día a día. En Astérix Legionario, Obélix presencia una pelea entre las tropas romanas que luchan entre sí. Al ver que están luchando entre ellos mismos, para Obélix eso es un "desperdicio". Al principio se piensa que Astérix lo dice por la cantidad de muertos que está dejando la batalla. Realmente se estaba refiriendo al poco número de romanos que quedaban vivos con los que él podría pelear.

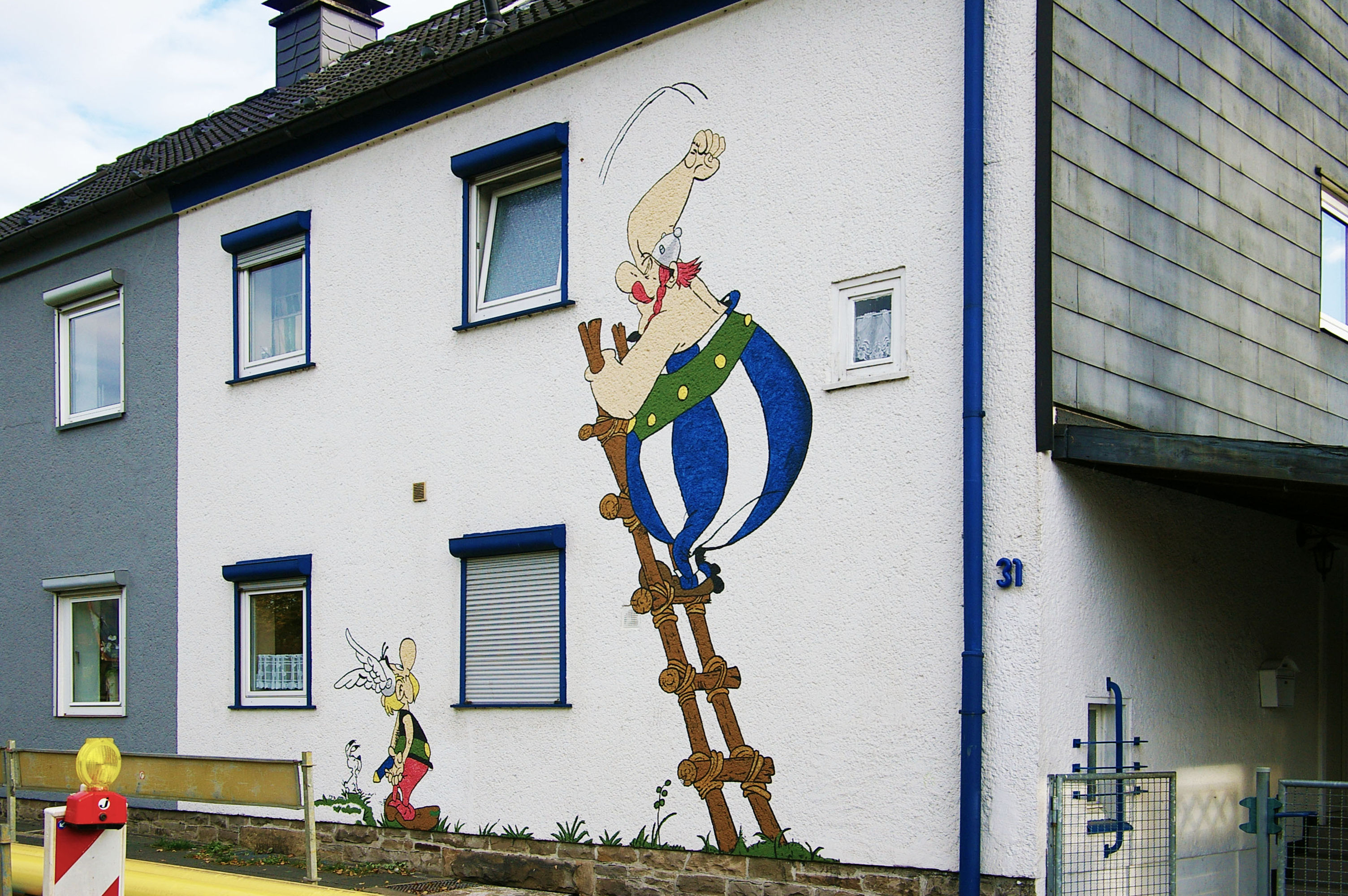
Astérix y Obélix en una pintura mural en Hagen.

## Nombre
Obélix proviene de la palabra francesa obélisque (obelisco). Este nombre se le da por la capacidad que tiene de levantar piedras muy pesadas, sobre todo los menhires, que tanto aparecen en sus historias con Astérix. Tienen principal protagonismo en Obélix y compañía, donde son producidos de forma continua para ganar dinero. No es más que una trampa de Julio César, que pretende alejarle de Astérix comprándole con oro y haciendo que se vuelva avaricioso. Además, es una variante de la palabra francesa obelus. Esta es una marca que se realiza a pie de página cuando un asterisco ya ha sido utilizado. Tiene forma de cruz y se coloca para no resultar repetitivo y realizar una distinción con la marca anterior. La palabra asterisco es uno de los orígenes del nombre de Astérix. 

## Caracterización y doblaje
Su voz fue puesta por Jacques Morel en las tres películas que se hicieron en las décadas de 1960 y 1970. En las cuatro películas realizadas en las décadas de 1980 y 1990, su voz correría a cargo de Pierre Tornade. En las películas de imagen real, Obélix ha sido interpretado siempre por el actor ruso de origen francés Gérard Depardieu. Obélix aparece en las cuatro filmografías de imagen real en las que aparece Astérix. Todas ellas fueron dobladas al castellano por Camilo García.

## Obélix en los libros
Astérix y Obélix se dieron a conocer gracias a su aparición en los libros. Sus creadores fueron René Goscinny, encargado de llevar el guion; y Albert Uderzo que fue el encargado de dibujarlos. Su primera aparición en los libros surgió en forma de cómic en 1961, pero ellos aparecieron dos años antes en la revista Pilote. En 1977 tras la muerte de Goscinny, Uderzo firmó los libros bajo su único sello. Astérix y los Pictos es el primer ejemplar que no está firmado por ninguno de los dos, sino que son Jean-Yves Ferri (guionista) y Didier Conrad (ilustrador).  
Los libros han sido traducidos a 107 lenguas y alcanzan un total de 1460 ediciones. El árabe fue el idioma que más problemas le causó cuando trataron de cambiarlo de una lengua a otra. Se suprimieron dos características esenciales de Obélix: su amor por los jabalíes y las peleas, porque no eran las más correctas para alguien que pretende convertirse en un referente para los niños y jóvenes musulmanes.
| Libro                           | Año de publicación | Libro                              | Año de publicación |
| ------------------------------- | ------------------ | ---------------------------------- | ------------------ |
| Astérix el Galo                 | 1961               | Astérix en Córcega                 | 1973               |
| La hoz de oro                   | 1962               | El Regalo del César                | 1974               |
| Astérix y los Godos             | 1963               | La Gran Travesía                   | 1975               |
| Astérix Gladiador               | 1964               | Obélix y compañía                  | 1976               |
| La Vuelta a la Galia            | 1965               | Astérix en Bélgica                 | 1979               |
| Astérix y Cleopatra             | 1965               | Le Gran Zanja                      | 1980               |
| El Combate de los Jefes         | 1966               | La Odisea de Astérix               | 1981               |
| Astérix en Bretaña              | 1966               | El Hijo de Astérix                 | 1983               |
| Astérix y los Normandos         | 1967               | Astérix en la India                | 1987               |
| Astérix Legionario              | 1967               | La Rosa y la Espalda               | 1991               |
| El Escudo Arverno               | 1968               | El Mal Trago de Obélix             | 1996               |
| Astérix en los Juegos Olímpicos | 1968               | Astérix y Latraviata               | 2001               |
| Astérix y el Caldero            | 1969               | Astérix y lo nunca visto           | 2003               |
| Astérix en Hispania             | 1969               | ¡El cielo se nos cae encima!       | 2005               |
| La Cizaña                       | 1970               | El Aniversario de Astérix y Obélix | 2009               |
| Astérix en Helvecia             | 1970               | Astérix y los Pictos               | 2013               |
| La Residencia de los Dioses     | 1971               | El Papiro del César                | 2015               |
| Los Laureles del César          | 1972               | Astérix en Italia                  | 2017               |
| El Adivino                      | 1972               | La hija de Vercingétorix           | 2019               |
|                                 |                    | Tras la pista del grifo            | 2021               |

## Películas de Obélix
Obélix aparece en más de diez películas junto a su amigo Astérix. Desde los años 60, se empezaron a adaptar los cómics a la gran pantalla siendo las primeras filmografías de dibujos animados. La principal novedad de estas llegó en 1999 cuando el director Claude Zidi se aventuró en darle vida a estos personajes. Fue un éxito taquillero y tres años más tarde, en 2002, Alain Chabat se encargó de dirigir Astérix y Obélix: Misión Cleopatra. Se hicieron dos películas más a imagen real, pero la principal novedad llegó en 2014 con la tecnología 3D. Astérix y la Residencia de los Dioses es una adaptación a un cómic que rompió con las películas anteriores que se habían hecho de dibujos animados. Los personajes adoptaron vida gracias al formato tridimensional que hizo que los personajes estuvieran extraídos directamente del cuento original.
| Película                                    | Año  | Tipo de película |
| ------------------------------------------- | ---- | ---------------- |
| Astérix el galo                             | 1967 | Dibujos animados |
| Astérix y Cleopatra                         | 1968 | Dibujos animados |
| Las doce pruebas de Astérix                 | 1976 | Dibujos animados |
| Astérix y la sorpresa del Césasr            | 1985 | Dibujos animados |
| Astérix en Bretaña                          | 1986 | Dibujos animados |
| El golpe del Menhir                         | 1989 | Dibujos animados |
| Astérix en América                          | 1994 | Dibujos animados |
| Astérix y Obélix contra César               | 1999 | Imagen real      |
| Astérix y Obélix: Misión Cleopatra          | 2002 | Imagen real      |
| Astérix y los vikingos                      | 2006 | Dibujos animados |
| Astérix en los Juegos Olímpicos             | 2008 | Imagen real      |
| Astérix y Obélix al servicio de su majestad | 2012 | Imagen real      |
| Astérix y la residencia de los dioses       | 2014 | Tecnología 3D    |
| Astérix: El secreto de la poción mágica     | 2018 | Tecnología 3D    |

## Videojuegos en donde aparece Obélix
Astérix y Obélix dieron un paso de las películas y los libros a los videojuegos. A través de Atari, los usuarios pudieron disfrutar del manejo de Astérix en 1983. Solo pudieron hacer los residentes en Estados Unidos, porque en dicho país era el galo el que aparecía como protagonista principal en un juego que realmente estaba basado en el personaje de los Looney Tunes: Taz. El que realmente fue el primero destinado explícitamente a ellos fue: Astérix y Obélix y el caldero mágico. Se publicó para Amstrad CPC, Commodore 64 y ZX Spectrum. El gran salto lo dieron en 2003, llegando a la nueva familia de videoconsolas: Astérix y Obélix XXL salió para la PlayStation2. El primero para un teléfono inteligente se tituló Astérix: Megabofetón y se publicó en julio de 2013. Astérix y Obélix XXL3 fue el primer videojuego que se publicó de forma simultánea para PS4, PC, Nintendo Switch y XBOXOne.
| Videojuego                                  | Año  | Consola                                                                             |
| ------------------------------------------- | ---- | ----------------------------------------------------------------------------------- |
| Astérix y el caldero mágico                 | 1986 | Amstrad CPC, Commodore 64 y ZX Spectrum                                             |
| Astérix y la alfombra mágica                | 1987 | Amstrad CPC, Thomson TO8, Commodore 64, Amiga y Atari                               |
| Astérix                                     | 1991 | Sega Master System                                                                  |
| Astérix                                     | 1993 | NES, Súper NES y Game Boy                                                           |
| Astérix y el gran rescate                   | 1993 | Mega Drive, Game Gear y Master System                                               |
| Astérix y el poder de los dioses            | 1995 | Mega Drive                                                                          |
| Astérix y Obélix                            | 1995 | MS-DOS, Windows, SNES, Game Boy, GBC y GBA                                          |
| Astérix y Obélix XXL                        | 2003 | PlayStation 2, GameCube, Microsoft Windows y Game Boy Advance                       |
| Astérix y Obélix XXL2: Misión Las Vegum     | 2006 | PlayStation 2, PlayStation 4, Windows, Xbox One, Nintendo Switch, PSP y Nintendo DS |
| Astérix y Obélix XXL2: Misión Wifix         | 2006 | Nintendo DS y PSP                                                                   |
| Astérix en los Juegos Olímpicos             | 2008 | Microsoft Windows, PlayStatino 2, Wii, Nintendo DS y Xbox 360                       |
| Astérix: Megabofetón                        | 2013 | Teléfono inteligente                                                                |
| Astérix y Obélix XXL3: El menhir de cristal | 2019 | PS4, Nintendo Switch, Xbox One y Microsoft Windows                                  |